# Mendionde
Mendionde – miejscowość i gmina we Francji, w regionie Nowa Akwitania, w departamencie Pireneje Atlantyckie.
Według danych na rok 1990 gminę zamieszkiwało 720 osób, a gęstość zaludnienia wynosiła 34 osób/km² (wśród 2290 gmin Akwitanii Mendionde plasuje się na 566. miejscu pod względem liczby ludności, natomiast pod względem powierzchni na miejscu 485.).